# Alberto Ablondi

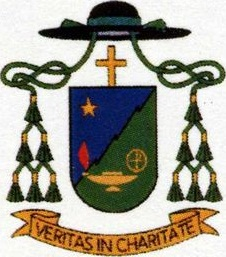
Bischofswappen

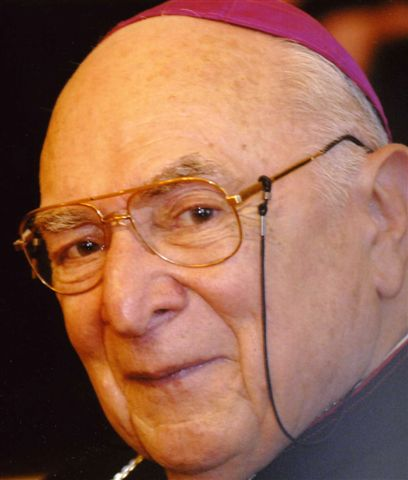
Bischof Ablondi

Alberto Ablondi (* 18. Dezember 1924 in Mailand, Italien; † 21. August 2010 in Livorno) war ein italienischer Geistlicher und römisch-katholischer Bischof von Livorno.

## Leben
Ablondi empfing am 31. Mai 1947 die Priesterweihe und wurde in das Bistum Ventimiglia-San Remo inkardiniert. Anschließend war er als Pfarrer in San Remo tätig. Nach weiteren Abschlüssen in Archäologie (1947), in Philosophie (1950) und Recht (1955), lehrte er Literatur und Philosophie und Religion am Priesterseminar in Bordighera und Religion am Priesterseminar Cassini in San Remo.
Papst Paul VI. ernannte ihn 1966 zum Titularbischof von Mulli und bestellte ihn zum Weihbischof in Livorno. Die Bischofsweihe spendete ihm am 1. Oktober 1966 Felicissimo Stefano Tinivella OFM, Koadjutorerzbischof von Turin; Mitkonsekratoren waren der Erzbischof von Siena, Ismaele Mario Castellano OP, und Emilio Biancheri, Bischof von Rimini. Er war Apostolischer Administrator des Bistums Massa Marittima von 1966 bis 1970. 1970 wurde er als Koadjutorbischof im Bistum Livorno eingesetzt; am 26. September 1970 erfolgte die Ernennung von Ablondi zum Bischof von Livorno. Seinem altersbedingten Rücktrittsgesuch wurde 2000 durch Papst Johannes Paul II. stattgegeben.
Ablondi war Vize-Präsident der Italienischen Bischofskonferenz und Mitglied des Päpstlichen Rates für die Einheit der Christen. Von 1984 bis 1996 war er Präsident der Katholischen Bibelföderation.
Er war Großoffizier des Ritterordens vom Heiligen Grab zu Jerusalem sowie Großoffizier des Verdienstordens der Italienischen Republik. Ablondi war Ehrenbürger von Livorno und San Remo.